# Stella Adler
Stella Adler, född 10 februari 1901 i New York, död 21 december 1992 i Los Angeles, Kalifornien, var en amerikansk skådespelare och berömd skådespelarlärare, dotter till Jacob P. Adler och Sara Adler, halvsyster till Celia Adler.

## Teater

### Regi
| År   | Produktion       | Upphovsmän                  | Teater                         |
| ---- | ---------------- | --------------------------- | ------------------------------ |
| 1952 | Sunday Breakfast | Emery Rubio och Miriam Balf | Coronet Theatre, New York, USA |

## Citat
- "Growth as an actor and as a human being are synonymous."[1]
- "The play is not in the words, it's in you!"[2]